# Gerald FitzGerald, 15:e earl av Desmond
Gerald FitzGerald, 15:e Earl av Desmond, född cirka 1533, död 11 november 1583, var en irländsk adelsman och ledare för Desmondupproren 1579. 1541 gick hans far James FitzGerald med på att sända Gerald att utbildas i England, och när Edvard VI tillsattes som kung skulle han komma att bli kungens följeslagare, även om så inte skedde. Han adlades av Thomas Radclyffe, 3:e earl av Sussex 1558, och blev nära vän med sin namne Gerald FitzGerald, 11:e earl av Kildare och med Shane O'Neill.
När han vägrade komma till Elisabeth I:s hov, blev han under en kort period fängslad i Tower of London. Han uppehölls i England till 1564. Kort efter sin återvändo dog hans fru. I Waterford försökte ha att förstärka sina feodala rättigheter över Maurice Fitzgerald av Decies. De två adelsmännen, Maurice tillsammans med Thomas Butler, 10:e earl av Ormonde, ledde då öppet krig, som slutade i slaget vid Affane på floden Munster Blackwater. Desmond besegrades och fängslades. 1566 återvände han från London, dit han hade blivit villkorligt frigiven med Ormonde. En kunglig kommission tillsattes för att lösa deras tvist.
Desmond sändes med sin bror John till England där de överlämnade sina marker till drottningen efter att ha suttit i Towern ett tag. Mot drottningens irländska rådgivares råd tilläts Desmond återvända till Irland 1573. Han satt under sex månader fängslad i Dublin, men släpptes i november samma år. Ett dokument erbjöd £500 för hans huvud, och £1 000 till den som tog honom levande, men det dokumentet förbjöds efter avlagt veto från två rådsmedlemmar. Den 18 juli 1574 skrevs en sammanslutning under som stödde earlen under alla förutsättningar. Kort därefter marscherade Ormonde och William Fitzwilliam till Munster och angrep Desmonds garnison vid Derrinlaurs slott med svärd. Han gav över sin egendom till förvaltare den 2 september 1574.
Den påvlige legaten Nicholas Sanders arbetade på Desmonds svaghet och försökte dra honom till öppet uppror. Desmond kan ha varit inspärrad innan på grund av Fitzmaurices avundsjuka. 1 november 1579 proklamerade William Pelham honom som en bedragare. I juni 1581 flydde Desmond in i skogen. I juni 1583 satte Ormonde ett pris på hans huvud. Fem månader senare, den 11 november 1583, mördades han av en lokal klan i Glenagenty, öster om Tralee vid Bóthar an Iarla.
I sitt andra äktenskap med Eleanor Butler fick earlen två söner, den ene James Fitzgerald, satt fängslad större delen av sitt liv. Efter hans död försvann titeln earl av Desmond.